# Державний секретар Святого Престолу і Ватикану
Держа́вний секрета́р Свято́го Престо́лу і Ватика́ну — найвища посадова особа при Святому Престолі і у Ватикані. Посаду обіймають лише кардинали. Той, хто не володіє титулом кардинала, може лише виконувати обов'язки Державного секретаря святого престолу і Ватикану (про-Державний секретар). Відповідальний за політичну та дипломатичну роботу святого престолу. Неформально ще називається керівником уряду Ватикану. Повноваження державного секретаря закінчуються або за відкликанням папи, або при седе ваканте (лат. Sede Vacante), тобто вакантному престолі.

## Список державних секретарів Ватикану
1. Джованні Джакомо Панчіролі (1644—1651);
2. Дечіо Аццоліні (молодший) (1667—1669), про-державний секретар (1651);
3. Фабіо Кіджі (1651—1655), папа римський Олександр VII (1655—1667);
4. Джуліо Роспільозі (1655—1667); папа римський Климент IX (1667—1669);
5. Дечіо Аццоліні (молодший) (1667—1669);
6. Федеріко Борромео (молодший) (1670—1673);
7. Франческо Нерлі (1673—1676);
8. Альдерано Чібо (1676—1689);
9. Джамбаттіста Рубіні (1689—1691);
10. Фабріціо Спада (1691—1700);
11. Фабріціо Паолуччі (1700—1721);
12. Джорджо Спінола (1721—1724);
13. Фабріціо Паолуччі (1724—1726), (2 раз);
14. Нікколо Марія Леркарі (1726—1730);
15. Антоніо Банкьері (1730—1733);
16. Джузеппе Фіррао (1733—1740);
17. Сильвіо Валенті Гонзага (1740—1756);
18. Альберіко Аркінто (1756—1758);
19. Луіджі Марія Торреджані (1758—1769);
20. Лаццаро Опіціо Паллавічіно (1769—1785);
21. Ігнаціо Гаетано Бонкомпаньї-Людовізі (1785—1789);
22. Франческо Саверіо де Дзелада (1789—1796);
23. Ігнаціо Буска (1796—1797);
24. Джузепе Марія Доріа Памфілі (1797—1799);
25. Ерколе Консальві, про-державний секретар (1800); державний секретар (1800—1806), (1 раз);
26. Філіпо Казоні (1806—1808);
27. Джузепе Марія Доріа Памфілі, про-державний секретар (1808);
28. Джуліо Габріелі (молодший), (1808—1814);
29. Бартоломео Пакка, про-державний секретар (1808—1814);
30. Ерколе Консальві, (1814—1823), (2 раз);
31. Джуліо Марія делла Сомалья, (1823—1828);
32. Томазо Бернеті, (1828–1829), (1 раз);
33. Джузепе Альбані, (1829—1830);
34. Томазо Бернеті, про-державний секретар(1831); державний секретар (1831—1836), (2 раз);
35. Луїджі Ламбрускіні (1836—1846);
36. Томазо Паскуале Джіці (1846—1847);
37. Габріеле Фереті (1847);
38. Джузепе Бофонді (1848);
39. Джакомо Антонелі (1848), (1 раз);
40. Антоніо Франческо Оріолі ad interim (1848);
41. Джованні Солья (1848);
42. Джакомо Антонелі (1848—1876), (2 раз);
43. Джованні Симеоні (1876—1878);
44. Алесандро Франкі (1878);
45. Лоренцо Ніна (1878—1880);
46. Лодовіко Якобіні (1880—1887);
47. Маріано Рампола дель Тіндаро (1887—1903);
48. Рафаель Меррі дель Валь-і-Сулуета (1903—1914);
49. Доменіко Феррата (вересень-жовтень 1914);
50. П'єтро Гаспаррі (1914—1930);
51. Еудженіо Пачелі (1930—1939); папа римський Пій XII (1939—1958);
52. Луїджі Мальоне (1939—1944);
53. 1944—1952 посада не зайнята. Обов'язки виконують 2 про-державні секретарі: Доменіко Тардіні (1952—1958) та Джованні Батіста Монтіні (1952—1954), майбутній папа римський Павло VI (1963—1978).
54. Доменіко Тардіні (1958—1961)
55. Амлето Джованні Чиконьяні (1961—1969);
56. Жан-Марі Війо (1969—1979);
57. Агостіно Казаролі (1979—1990);
58. Анджело Содано (1991—2006);
59. Тарчізіо Бертоне СДБ (2006—2013);
60. П'єтро Паролін (з 2013).